# Transcodificar
Se denomina transcodificar (del inglés transcoding) la conversión directa del tipo de señal (de digital a digital) de un códec a otro. Determinados códecs tienen como objetivo prioritario reducir el tamaño del archivo digital («compresión con pérdidas»), mientras que otros preservan toda la información pero a costa de mayores exigencias de almacenamiento y de tiempos de transferencia («compresión sin pérdidas»). Esta operación implica decodificar/descomprimir los datos originales a un formato «en bruto» (raw) intermedio (por ejemplo, PCM para audio o YUV para vídeo) y, luego, recodificarlos para alcanzar el códec deseado.
La transcodificación es una técnica que permite el interfuncionamiento en una sesión de videoconferencia de terminales con diferentes características técnicas (velocidad de transmisión, códec de audio, códec de vídeo, resolución, tasa de trama, modo de agregación de canales, etc.).